# 拉贾帕克萨
拉賈帕克薩可以指：
- 马欣达·拉贾帕克萨，第6任斯里蘭卡總統、第13任斯里蘭卡總理。
- 戈塔巴雅·拉贾帕克萨，第8任斯里蘭卡總統。

|  | 本页或本分段罗列了姓氏为「拉贾帕克萨」的人物。 如果是一个指代特定个人的内链将您引导到本页，請考慮修正該人物的名字以將链接指向正確的條目。 |